# 柚本舞
柚本 舞（ゆずもと まい、1987年6月10日 - ）は、日本のAV女優（エンプレス（ロータスグループ）所属）・ストリッパー（川崎ロック座所属）。
熊本県出身。血液型:A型。身長:166cm。スリーサイズ:B89(F-65)・W58・H89。

## 略歴・人物
2007年2月25日にBEAUTY専属モデルとしてAVデビュー。
3作品に出演後、専属を離れ他メーカーの作品に出演していたが、2008年より新作の発売がなくなる。
2009年10月1日に新宿ニューアートでストリップデビュー。

## 出演作品

### アダルトビデオ
2007年
- Brand New Girl （2月25日、BEAUTY） ※デビュー作
- Kisekae Zuppory （3月25日、BEAUTY）
- Futari De Zuppory （4月25日、BEAUTY）…共演:真山ゆうか
- Can College 01 （6月22日、プレステージ）
- 高貴美少女学園 9 （7月2日、プレステージ）
- 真夏の女子校生 オトナ体験 （8月11日、フリービジョン）…オムニバス作品 他出演:相里ひな
- 素人コギャルHEAVEN 4時間 NEO （8月17日、ケイ・エム・プロデュース）…オムニバス作品 他出演:松橋ルカ、南波りさ、愛菜りな、藤本さおり、MISA
- 黒タイツのOLたち 2 （10月5日、TMA）…オムニバス作品 他出演:竹内美希、乙羽あいか、藤咲美里
- エキサイト エアーセックス （12月1日、NIRVANA）…オムニバス作品 他出演:もえ、鮎川なお、一色あずさ、乙羽あいか、紅音ほたる、佐藤友里、山口まゆ、児玉しの、浜崎りお、北田優歩、宮崎あいか、長澤リカ、香月藍、野沢友花、優実あい ※AVグランプリ2008 マニアステージ エントリー作品
- マスク娘しか見たくない! 4時間 （12月14日、TMA）…オムニバス作品 他出演:高瀬七海、春名えみ、有希りか、園原みか、永瀬あき、蛯原かのん、乙羽あいか、藤咲美里、竹内美希